# Гатри, Вуди
Ву́дро Ви́льсон «Ву́ди» Га́три (англ. Woodrow Wilson "Woody" Guthrie; 14 июля 1912 — 3 октября 1967) — американский певец, музыкант, представитель направлений фолк и кантри. Исполнитель народных, протестных и детских песен; автор множества популярных в США и во всём мире песен, в том числе «This Land is Your Land».

## Биография
Вуди Гатри родился 14 июля 1912 года в маленьком городке Окима, округ Окфаски, штат Оклахома. Был назван в честь американского государственного деятеля Вудро Вильсона, который спустя несколько месяцев выиграл выборы на должность президента США (в соответствии с американской традицией именования, когда фамилия одного лица может стать именем другого, ср. Мартин Лютер Кинг), однако в дальнейшем всю жизнь предпочитал пользоваться усечённой формой своего первого имени — Вуди.
Пережил трагическое детство, связанное с тяжёлой генетической болезнью (хореей Гентингтона) его матери, смертью старшей сестры, обнищанием отца. После окончания школы перебивался случайными заработками, выполняя чёрную работу. Самостоятельно научился играть на гитаре и губной гармошке. От матери узнал много народных песен. В начале 1930-х начал выступать с друзьями на публике, исполняя народные песни. В годы Великой депрессии Гатри отправился к родственникам в Калифорнию, передвигаясь автостопом, на товарняках, попутках и пешком. Здесь он был приглашён на радио, где вёл шоу, исполняя песни собственного сочинения. Удивительный талант к сочинительству обнаружился у Вуди ещё в детстве.
В 1930-е Вуди путешествует по всей Америке, исполняя свои песни о тяжёлом труде, странствиях, жизни, полной лишений и социальной несправедливости. Он выступает перед рабочими на забастовках, поёт о беженцах из сельскохозяйственных районов Оклахомы, Арканзаса и Техаса, которые были вынуждены покинуть свои фермы, так как земля на них оказалась подвергнута сильнейшей эрозии в результате опустошительной пыльной бури 1935 года. Гатри сходится с левыми организациями, но никогда открыто не примыкает к коммунистам, тем не менее всегда называя себя «красным». В эти годы складывается цикл баллад «Dust Bowl Ballads», посвящённый людям, пострадавшим от пыльных бурь 1935 года. Благодаря этим песням Гатри был приглашён в 1940 году на вечер, посвящённый годовщине выхода в свет романа Джона Стейнбека «Гроздья гнева», в основу которого была положена история семьи, пострадавшей от стихийного бедствия 1935 года и вынужденной искать лучшей доли в Калифорнии. Книга имела широкий общественный резонанс. Исполняя на вечере свои песни, Вуди привлёк внимание известного фольклориста Алана Ломакса, который пригласил певца сделать записи в студии для собрания Смитсоновского института в Вашингтоне. Так творчество Вуди Гатри стало достоянием золотого фонда народной музыки США.
Его песни отражали суть американского духа, голос завораживал своей простотой, и в то же время ему старались подражать многие последователи. В процессе студийной работы Ломакс много и долго общался с Вуди, был им очарован и посоветовал ему написать автобиографию. Автобиография, получившая название «На пути к славе» (англ. «Bound for Glory»), вышла в свет в 1943 году, когда автору был 31 год, и сразу же завоевала большую популярность. В ней Вуди рисует яркую и реалистичную картину Америки 1920-х — 1930-х годов. Книга стала настольной книгой всех фолксингеров и вызвала всплеск интереса молодой интеллигенции к народному творчеству.
С начала 1940-х берёт своё начало так называемое фолк-возрождение, которое начнёт утихать только в середине 1960-х с появлением рок-музыки.

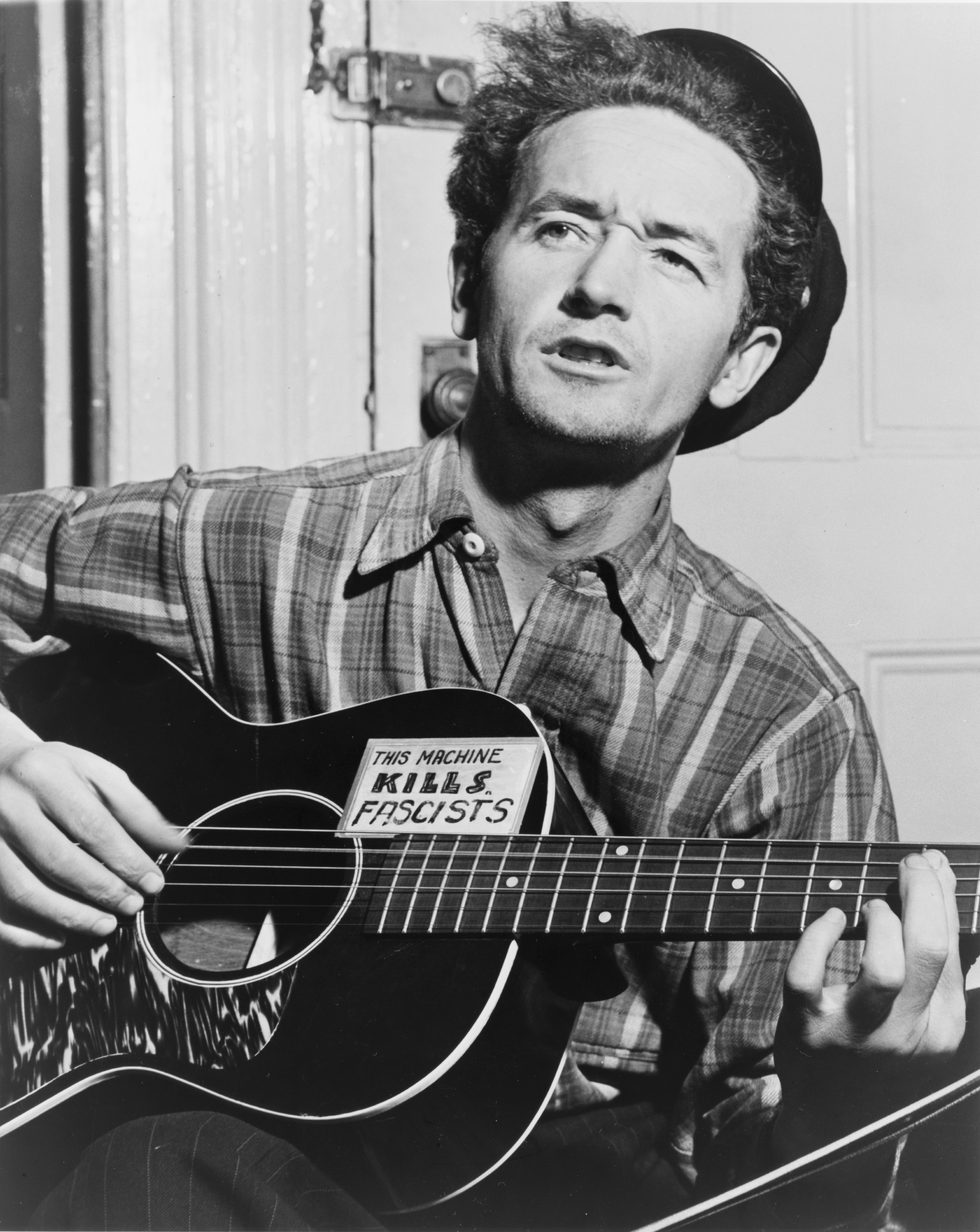
Вуди Гатри в 1943. На гитаре видна наклейка «This machine kills fascists» («Этот инструмент убивает фашистов»).

В годы Второй Мировой Войны Гатри пишет антифашистские песни, подвергая критике всех, кто когда-либо призывал не вмешиваться в европейский конфликт. После визита в США в 1942 году в составе советской делегации самой результативной советской женщины-снайпера Людмилы Павличенко написал о ней песню «Miss Pavlichenko». В одной из своих песен он не пожалел даже национального героя Чарльза Линдберга, совершившего первый беспосадочный перелёт через Атлантику и бывшего активным сторонником невмешательства США в войну. В конце войны Вуди был призван в действующую армию и служил в торговом флоте.
В послевоенные годы певец сочиняет цикл песен, посвящённых строительству плотин на реке Колумбия. Также он пишет ряд детских песен для своей дочери.
В начале 1950-х врачи обнаруживают у Вуди симптомы хореи Гентингтона — наследственной болезни, от которой умерла его мать. С этого времени нервная система Гатри начинает медленно разрушаться, что сказывается на его поведении. Он попадает в психиатрическую больницу, где его навещают и ухаживают за ним многочисленные поклонники его творчества. В начале 1960-х в Нью-Йорк к Гатри приезжает молодой Боб Дилан, который был заворожён его песнями и жизнью.
Вуди Гатри умер 3 октября 1967 года, оставив после себя восемь детей от трёх жен и свыше тысячи песен. В 1976 году по его автобиографии был снят фильм «На пути к славе».
Вторая жена Вуди Гатри — танцовщица Марджори Мазиа) (Хана Гринблат, 1917—1983), дочь известной еврейской поэтессы Элизы Гринблат.
В 2013 году был издан ранее не публиковавшийся роман Вуди Гатри «Дом Земли». Книга вышла в издательстве «HarperCollins» и снабжена предисловием актёра Джонни Деппа. Редактировал роман историк Дуглас Бринкли. В книге повествуется о паре из восточного Техаса, которая вынуждена строить глинобитные дома, чтобы защититься от ненастья и бороться с банковскими конторами и компаниями по производству пиломатериалов.
Жанр романа балансирует между сельским реализмом и пролетарским протестом. Он отражает всю реальную действительность маргиналов в эпоху Великой Депрессии. По словам Джонни Деппа, роман «Дом Земли» — лучшее, что он когда-либо читал о той эпохе.

## Избранная дискография
Большинство записей Гатри периодически перекомпоновывалось и перезаписывалось. Представленный ниже список упорядочен не по датам первых записей, а по датам последних публикаций
| Год  | Название                                                        | Лейбл                           |
| ---- | --------------------------------------------------------------- | ------------------------------- |
| 1940 | Dust Bowl Ballads                                               | Victor Records                  |
| 1972 | Greatest Songs of Woody Guthrie                                 | Vanguard                        |
| 1987 | Columbia River Collection                                       | Rounder Records                 |
| 1988 | Library of Congress Recordings                                  | Rounder Records                 |
| 1989 | Folkways: The Original Vision (Woody and Leadbelly)             | Smithsonian Folkways Recordings |
| 1989 | Woody Guthrie Sings Folk Songs                                  | Smithsonian Folkways Recordings |
| 1990 | Struggle                                                        | Smithsonian Folkways Recordings |
| 1991 | Cowboy Songs on Folkways                                        | Smithsonian Folkways Recordings |
| 1991 | Songs to Grow on for Mother and Child                           | Smithsonian Folkways Recordings |
| 1992 | Nursery Days                                                    | Smithsonian Folkways Recordings |
| 1994 | Long Ways to Travel: The Unreleased Folkways Masters, 1944—1949 | Smithsonian Folkways Recordings |
| 1996 | Almanac Singers                                                 | UNI, MCA                        |
| 1996 | Ballads of Sacco & Vanzetti                                     | Smithsonian Folkways Recordings |
| 1997 | This Land Is Your Land, The Asch Recordings, Vol.1              | Smithsonian Folkways Recordings |
| 1997 | Muleskinner Blues, The Asch Recordings, Vol.2                   | Smithsonian Folkways Recordings |
| 1998 | Hard Travelin', The Asch Recordings, Vol.3                      | Smithsonian Folkways Recordings |
| 1999 | Buffalo Skinners, The Asch Recordings, Vol.4                    | Smithsonian Folkways Recordings |
| 2005 | Folkways: The Original Vision (Woody and LeadBelly)             | Smithsonian Folkways Recordings |
| 2005 | The Very Best of Woody Guthrie                                  | Purple Pyramid                  |
| 2007 | The Live Wire: Woody Guthrie in Performance 1949                | Woody Guthrie Publications      |
| 2009 | My Dusty Road                                                   | Rounder Records                 |
| 2012 | Woody at 100: The Woody Guthrie Centennial Collection           | Smithsonian Folkways Recordings |

## Книги
- «Поезд мчится к славе»